# Walkie Talkie Man
〈Walkie Talkie Man〉은 2004년에 발매된 뉴질랜드 밴드 스테리오그램의 싱글이다. 이 노래로 스테리오그램은 잘 알려지고, 인기도 높아지게 된다.

## 다른 매체에서의 사용
- 펌프 잇 업: Exceed에 수록되어있으며 《MVP 베이스볼 2004》에서 사용되었다.
- 커버 버전으로 닌텐도 DS용 게임인 《도와줘! 리듬 히어로》에 수록되어있다.
- 총 5편의 영화에도 사용되었다.
  - 《에이전트 코디 뱅크스 2》
  - 《차고 지르기》
  - 《로봇》
  - 《즐거운 경찰》
  - 《아더와 미니모이》
- 드라마 《앨리어스》 시즌 4의 에피소드 중에서도 사용되었다.
- 2005년 경 케이블 방송 채널 투니버스에서 Z-ZONE 프로그램 홍보 영상에 사용하기도 하였다.

## 트랙 리스트
1. 〈Walkie Talkie Man〉 (2:13)
2. 〈Big Lady Lovin'〉